# استوکر فونتیله
استوکر فونتیله (به انگلیسی: Stocker Fontelieu) (زاده ۵ مهٔ ۱۹۲۳-درگذشته ۱۲ دسامبر ۲۰۰۹) بازیگر آمریکایی بود.
از فیلم‌های معروف او می‌توان به بازی در فیلم قلب فرشته اشاره کرد.